# Pieds-noirs

Bandiera non ufficiale dei francesi d'Algeria

I pieds-noirs (IPA: [pjenwaʁ], in italiano «piedi neri») costituivano una comunità di coloni europei, stabilitisi nell'Algeria francese nel XIX e XX secolo, poi emigrati per la grande maggioranza in Francia a partire dal 1962, al termine della guerra d'Algeria. Tali soggetti avevano anche un'altra denominazione, quella di «rapatriés», termine utilizzato dall'amministrazione francese in quanto i loro avi avevano origini metropolitane (Francia metropolitana).

## Analisi e storia del termine
Nell'uso corrente, Pied-Noir è un sinonimo di «rapatrié» ("rimpatriato"); tuttavia, i due termini non indicano esattamente la stessa cosa. Rapatrié rimanda a uno status amministrativo che ha riguardato, a partire dal 1962, essenzialmente i francesi rientrati dall'Algeria successivamente alla dichiarazione d'indipendenza, e successivamente è stato esteso ad altri gruppi provenienti dal Marocco e dalla Tunisia, cioè da altre ex colonie francesi.
Tra i rimpatriati d'Algeria, che erano tutti di nazionalità francese, sono compresi sia le persone di fede musulmana, spesso designati come "harkis" con riferimento agli algerini che avevano fatto parte delle truppe ausiliarie dell'esercito francese e che, insieme alle loro famiglie, avevano potuto rifugiarsi in Francia, sia i non musulmani d'origine europea, sia gli indigeni di religione ebraica. Il termine Pied-Noir si applica più esattamente ai rimpatriati originari di altri paesi del Maghreb, ma alcuni lo estendono talvolta, erroneamente, anche agli harkis.
Per tutti, insomma, la caratteristica comune e necessaria è la cittadinanza francese e la provenienza dalle ex colonie africane della Francia, che erano gran parte degli odierni Marocco, Algeria, Tunisia, Mauritania, Mali, Niger, Ciad e Gibuti.
La comparsa di questo termine per designare specificatamente i francesi d'Algeria data, secondo Paul Robert (che era lui stesso un Pied-Noir), al 1955. Per altri, il termine sarebbe stato già in uso verso il 1951-52 nelle caserme della Francia metropolitana (e da lì sarebbe passato in Algeria) per designare le reclute francesi di origine nordafricana.
Prima della guerra d'indipendenza non esisteva in Algeria alcun identificativo particolare con il quale i francesi d'Algeria designassero sé stessi, oltre alle definizioni correnti di «Algériens» o di «Nord-Africains», allora riservate esclusivamente ai francesi, d'Algeria o dell'Africa del Nord, mentre gli indigeni erano designati semplicemente come «arabi» o «musulmani». Erano anzi i francesi d'Algeria che, considerandosi implicitamente come gli unici veri e propri francesi sul territorio algerino, utilizzavano tutta una serie di appellativi per indicare sia i francesi della Metropoli ("Frankaoui" o «Patos»), sia gli indigeni.
La definizione sembra essere arrivata in Nord Africa solo dopo il 1954, probabilmente introdotta dai soldati metropolitani, arrivati in gran numero; tuttavia ha cominciato a essere usato in Algeria solo negli ultimissimi anni della presenza francese e ha trovato seguito soprattutto in Francia, dopo il rimpatrio.
Le prime attestazioni del termine in questa accezione sembrano essere un romanzo di Georges Damitio intitolato Les Pieds-Noirs, del 1957, una citazione di François Mauriac nel «Bloc-Notes» sull'Express di giugno 1960 e un saggio intitolato Les Pieds-Noirs, comparso sulla Revue des Deux Mondes nel settembre 1961.
Sull'origine del termine sono state fatte, a posteriori, molte e fantasiose ipotesi, inclusa quella che il termine prendesse origine dai guidatori dei battelli a carbone che un tempo facevano servizio nel Mediterraneo, che erano spesso algerini e avevano l’abitudine di camminare a piedi nudi sul carbone.
Nella madrepatria, l'appellativo ha preso una connotazione nettamente negativa, soprattutto con la penna di Mauriac, ed è stato allora, quando il loro destino era più incerto, che se ne sono impadroniti gli interessati, facendone l'emblema della propria identità, come testimonia il nome di molte associazioni non a scopo di lucro e circoli. Va notato che a questo punto l'uso del termine prescinde ormai dalla qualità di cittadini francesi degli interessati.

## La comunità pied-noir in Algeria

### La colonizzazione francese
La colonia francese acquistò un'identità comune e condivisa grazie alla politica dello Stato francese che, preoccupato dell'inferiorità demografica del proprio specifico elemento nazionale, prese vari provvedimenti per rafforzarlo:
- prima, nel 1870, conferendo col decreto Crémieux la cittadinanza francese in blocco a tutta la comunità ebraica, che aveva accolto i coloni francesi come liberatori nel 1830 e ne aveva adottato integralmente la cultura;
- in seguito, con le leggi del 1889 e del 1893, che naturalizzavano automaticamente i figli dei non francesi nati in terra algerina. Da qui in poi il numero dei non francesi diminuì rapidamente. Questa identità amministrativa venne poi consolidandosi, sul piano emotivo, per la percezione di condividere un unico destino a fronte della popolazione indigena musulmana, in un sistema coloniale.

Per contro, non vi è mai stata alcuna fusione con i musulmani, sia perché essi erano indiscutibilmente oggetto di dominazione, ma anche a causa della barriera costituita dalla religione in una popolazione islamizzata da molto tempo.
Lo sbarco dei francesi in Algeria, pur essendo improntato al più rigoroso rispetto della religione musulmana, costrinse il Dey a rinunciare a trattare da «dhimmis» i cristiani e gli ebrei. I musulmani rimanevano individualmente soggetti al diritto coranico, ma l'incompatibilità di quest'ultimo con il Codice civile francese non consentiva loro l'accesso alla cittadinanza e al diritto di voto. Ciò, di fatto, onorava l'impegno, preso da Bourmont al momento della capitolazione del Dey nel 1830, di rispettare la religione di tutti gli abitanti.
Successivamente, a partire dal 1865, tutti gli indigeni poterono accedere individualmente alla cittadinanza francese, a condizione di rinunciare al loro statuto personale, decisione che venne assunta solo da una minima parte dei musulmani, mentre gli ebrei rinunciarono senza esitare ai loro tribunali religiosi e al loro statuto personale per diventare cittadini francesi.
Nel 1926 i Pieds-Noirs avevano raggiunto il massimo della loro incidenza sulla popolazione residente in Algeria, raggiungendo il 15,2% del totale. Nel 1959, in 1 025 000, erano divenuti il 10,4%, pressati dalla crescente espansione demografica della popolazione musulmana. Erano particolarmente concentrati in alcune regioni: Bona (40,5% della popolazione), Algeri (35,7%), e in particolare Orano, sotto controllo europeo fin dal XVII secolo, dove la popolazione, nel 1959, era europea per il 49,3%, e con un altissimo sviluppo agricolo.

### L'esodo
I Pieds-Noirs, che erano stati sostenitori del ritorno di de Gaulle alla politica, si sentirono fortemente traditi dalla sua decisione di concedere l'indipendenza all'Algeria, che non teneva in alcun conto le conseguenze umane e sociali della scelta politica.
A seguito di questi eventi, in alcuni mesi, tra la fine della primavera e il settembre 1962, 900 000 francesi lasciarono l'Algeria, in una situazione caotica e in preda alla disperazione. Si trattò, allora, del più massiccio trasferimento di popolazione dalla fine della seconda guerra mondiale.
Lo slogan dei nazionalisti musulmani - "La valise ou le cercueil" (la valigia o la bara) - descrive anche il sentimento di questa popolazione che, percependo in pericolo la propria incolumità e sentendosi del tutto abbandonata, si lanciò in un esodo improvviso e massiccio. Il governo aveva stimato in 200 000 o 300 000 il numero di coloro che sarebbero arrivati in Francia e immaginava che questo rientro potesse essere temporaneo; in tal senso nulla in particolare era stato previsto per il loro arrivo. La maggior parte di loro, invece, in Francia non aveva mai messo piede e non vi aveva né famiglia né appoggi: al loro arrivo, molti dovettero quindi dormire in strada.
Tra aprile e agosto 1962, la tragica scena di migliaia di rifugiati nel panico, accampati per settimane sulle banchine dei porti d'Algeria in attesa di trovare un imbarco per la Francia, divenne abituale. Alcuni Pieds-Noirs distrussero, prima di imbarcarsi, i beni da cui si separavano, per disperazione e per fare terra bruciata dietro di sé - ma la maggior parte partì lasciando intatti e abbandonati i propri patrimoni. La politica del terrore promossa da entrambe le parti, OAS e Fronte di Liberazione Nazionale, aveva creato una situazione di tale disgregazione che per loro non c'era più alcuno spazio e non potevano che abbandonare, senza speranza di ritorno, la loro terra natale.
A settembre Orano, Bona, Sidi Bel Abbès, con le loro terre, erano quasi abbandonate. Tutte le attività pubbliche - polizia, scuola, giustizia - si fermarono per tre mesi, così come le attività commerciali. Alla fine del 1962, erano rimasti in Algeria circa 100 000 Pieds-Noirs, che però lasciarono progressivamente il paese anch'essi, tanto che nel 1990 ne erano rimasti non più di 2 000, in gran parte anziani. Nonostante il caos, la popolazione scelse all'epoca, massicciamente, di rifugiarsi in Francia, mentre una piccola minoranza passò in Spagna, soprattutto nella regione di Alicante, e altri scelsero di andare più lontano, in Canada o in Argentina. Gli ebrei scelsero quasi tutti la Francia, e in pochi si trasferirono in Israele.

### In Francia
Il numero complessivo dei rimpatriati dai paesi del Maghreb si attesta a circa un milione e mezzo di persone, pari a circa il 3% della popolazione francese.
Il governo francese consegnò tutti gli archivi amministrativi al nuovo governo algerino. Date le condizioni in cui si era verificata la partenza, fra terrorismo e panico, molti Pieds-Noirs rimasero privi di accesso agli atti dello stato civile che li riguardavano, al punto che alcuni ebbero problemi anche per dimostrare la propria nazionalità francese. Ci vollero otto anni perché il governo francese, negli anni settanta, si decidesse a disporre l'acquisizione dei registri dello stato civile nelle grandi città dell'Algeria, mentre le piccole non furono neppure considerate.
I Pieds-Noirs arrivarono in Francia preceduti dalla fama di essere gente di destra, sfruttatori degli arabi, razzisti, violenti, maschilisti, nonché un peso morto per l'economia della Francia che si stava modernizzando. La sinistra comunista li attaccava come coloni rapaci. Arrivati a Marsiglia su imbarcazioni sovraccariche, disperati e miserabili, furono ricevuti dai portuali con cartelli ostili tipo "A mare i Pieds-Noirs", mentre il sindaco socialista di Marsiglia, Gaston Defferre, dichiarava, nel luglio 1962: "Marsiglia ha 150 000 abitanti di troppo, i Pieds-Noirs vadano a reinserirsi altrove".
In realtà, essi erano in gran parte operai o piccoli impiegati, provenienti all'85% da aree urbane - funzionari, artigiani e commercianti - il cui reddito medio era inferiore del 15% a quello dei francesi metropolitani, con livelli di scolarizzazione raramente superiori alla scuola dell'obbligo. Tra gli agricoltori, solo il 5% erano proprietari delle terre che lavoravano, mentre le grandi fortune erano rarissime.
Circa 17 000 pieds-noirs si stabilirono in Corsica, causando ulteriori tensioni tra il resto della Francia metropolitana e l'isola che si sommarono alle secolari spinte autonomiste e indipendentiste. I nuovi arrivati furono osteggiati dai residenti, vennero visti come ingombranti e sgraditi ospiti e alcuni di essi vennero coinvolti in scandali finanziari, che portarono nel 1975 ai fatti di Aleria.
Nonostante tutto ciò, i Pieds-Noirs si adattarono rapidamente alla madrepatria, favoriti nel loro sforzo di integrazione dalla significativa crescita economica francese di quegli anni, contribuendo in particolare al dinamismo di città come Montpellier, Perpignano e Nizza. In pochi anni la loro integrazione fu completata.

## Composizione
La comunità europea in Algeria comprendeva gruppi di varie origini, a forte dominante mediterranea: francesi (in particolare corsi), spagnoli, italiani, maltesi.
A questi si aggiungeva l'elemento di origine locale costituito dalla comunità ebraica algerina, poi integratasi con quella francese, di cui aveva adottato la cultura. Benché i coloni di nazionalità francese fossero la maggioranza, i non francesi costituirono a lungo una quota importante di questa popolazione, fino a raggiungere il 49% nel 1886 (211 000 contro i 219 000 francesi).

## La comunità ebraica algerina
Nella concezione musulmana arcaica, sia ai cristiani sia agli ebrei veniva riconosciuto esclusivamente lo status di dhimmi, «protetto». Nel 1830, al momento dell'ingresso dei francesi in Algeria, non vi era praticamente più popolazione cristiana sotto la reggenza turca di Algeri, salvo pochi diplomatici e commercianti e gli ultimi prigionieri vittime di atti di pirateria. Era invece presente - da 2000 anni, cioè ben prima dell'arrivo degli arabi - una significativa comunità ebraica.
Prima dell'arrivo dei francesi nel 1830 lo statuto degli ebrei nel Regno musulmano di Algeri era particolarmente rigoroso. Ancora nel 1825, secondo il rapporto del console degli Stati Uniti ad Algeri, i dhimmi ebrei potevano vestire solo di nero, non dovevano portare armi né andare a cavallo, né difendersi in alcun caso contro un musulmano. In caso di lite fra un ebreo e un musulmano, l'unico tribunale competente era quello coranico, dove le testimonianze degli ebrei erano considerate nulle. La pena normalmente riservata agli ebrei era la bastonatura. Condizioni, come si vede, alquanto peggiori di quelle degli ebrei confinati nei ghetti cristiani (per esempio a Roma) alla stessa epoca, e aggravate dalla tradizione per cui in caso di guerra i giannizzeri (la milizia ottomana reclutata tra i ragazzi sottratti ai popoli sottomessi) godevano, al momento di partire, del privilegio di saccheggiare legittimamente il quartiere ebreo.
Uno di questi grandi massacri si era verificato nel 1805 e il console francese Dubois-Thainville aveva salvato 200 ebrei accogliendoli nella sede diplomatica. Il Dey (si chiamò così tra il 1671 e il 1830 il reggente dell'Algeria turca, che aveva ai suoi ordini i tre Bey di Orano e di Costantina per l'Algeria e di Médéa per il Marocco) non era intervenuto e, anzi, all'avvicinarsi dei francesi, aveva cacciato gli ebrei da Algeri. Anche per questi motivi, questi ultimi accolsero da liberatori i soldati di Carlo X e adottarono rapidamente la cultura francese.